# Yoshihiro Tajiri
Yoshihiro Tajiri (jap. 田尻義博 Tajiri Yoshihiro; ur. 29 września 1970) – japoński wrestler. Najbardziej znany z występów w federacji World Wrestling Entertainment i Extreme Championship Wrestling pod pseudonimem Tajiri. Obecnie zawodnik New Japan Pro Wrestling.

## Jako wrestler
- Finishery
  - Brainbuster – ECW
  - Buzzsaw Kick

- Akcje rozpoznawcze
  - Baseball slide
  - Bridging dragon suplex
  - Bridging German suplex
  - Diving double foot stomp
  - Flip-over DDT
  - Handspring back elbow
  - Moonsault
  - Warianty kopnięć:
    - Roundhouse kick
    - Shoot kick
    - Super kick
    - Spinning Heel kick

  - Octopus stretch
  - Poison Mist (Asian mist)
  - Tarantula (Rope hung Boston crab) – innovated

- Menadżerowie
  - Cyrus
  - William Regal
  - The Sinister Minister
  - Torrie Wilson
  - Jack Victory
  - Akio
  - Sakoda
  - Steve Corino

- Nicki
  - "The Japanese Buzzsaw"
  - "Hustle Buzzsaw"

- Motywy muzyczne
  - "Smack My Bitch Up" - The Prodigy (ECW)
  - "T.I.W." - Harry Slash & The Slashtones
  - "Asiattacker" - Jim Johnston (WWF/E)
  - "Imperial City" - Jesus Mercedes z Extreme Music Library (WWE, Hustle, NJPW)

## Osiągnięcia
- Big Japan Pro Wrestling
  - BJW Junior Heavyweight Championship (1 x)
  - BJW Tag Team Championship (2 x) – z Ryuji Yamakawa

- Combat Zone Wrestling
  - CZW World Heavyweight Championship (1 x)

- Consejo Mundial de Lucha Libre
  - CMLL World Light Heavyweight Championship (1 x)

- Extreme Championship Wrestling
  - ECW World Tag Team Championship (1 x) – z Mikey Whipwreck
  - ECW World Television Championship (1 x)

- Fight Club Finland
  - FCF Finnish Heavyweight Championship (2 x)

- International Wrestling Association
  - IWA Hardcore Championship (1 x)

- Pro Wrestling Illustrated
  - PWI sklsyfikowało go na #23 miejscu z 500 najlepszych wrestlerów roku 2002.

- Tokyo Sports Grand Prix
  - Nagroda Specjalna (2001)

- World Wrestling Federation / World Wrestling Entertainment
  - WWE World Tag Team Championship (1 x) – z Williamem Regalem
  - WCW Cruiserweight Championship (1 x)
  - WCW United States Championship (1 x)
  - WWE Tag Team Championship (1 x) – z Eddie Guerrero
  - WWF/E Cruiserweight Championship (3 x)
  - WWF Light Heavyweight Championship (1 x)